# Germencik (stad)
Germencik is een stadje en een gelijknamig district in het Ege (Egeïsche) gebied Ege van Turkije. Het behoort tot de provincie van Aydın. De stad telt ongeveer 12.000 inwoners.
Germencik ligt in het midden van de vruchtbare laagvlakte van Büyük Menderes ("Grote Menderes"). Het ligt aan de weg Aydın-İzmir op 25 km van Aydın en is een spoorwegknooppunt aan de lijnen İzmir-Aydın-Afyon en Ortaklar-Söke.

## Geschiedenis
Germencik is een oude nederzetting, die eerst door 'Hıdır Bey' van 'Aydınoğulları Beyliği' wordt opgericht onder de naam "Değirmencik". Later was Germencik ook bekend als "İğneabad". In 1948 kreeg het de status "subprovincie".
De antieke stad Magnesia ad Maeandrum (Menderes Magnesiası) ligt binnen de grenzen van het district Germencik. Volgens de legende werd de stad gesticht door mensen, die uit Magnesia in Thessalië kwamen. Magnesia was commercieel en strategisch een belangrijke plaats in de driehoek van Prien, Ephesus en Tralles. De eerste opgravingen bij de archeologische plaats zijn in 1891 verricht door Carl Humann van het Museum van Berlijn. Gedurende de 21 maanden van opgravingen kwamen (gedeeltelijk of volledig) het theater, de tempel van Artemis, Agora, de tempel van Zeus en het prytaneion boven. Rond 1984 vonden opgravingen plaats onder leiding van Prof. Dr. Orhan Bingöl in opdracht van de universiteit van Ankara en het Turkse ministerie van cultuur.
De archeologische vondsten worden nu getoond in musea in Istanboel, Berlijn en Parijs. Het belangrijkste en grootste stuk dat buiten Turkije is gebracht is de gehele façade van de Zeustempel, die momenteel in het bezit van is het Berlijnse Pergamonmuseum. De Turkse overheid beschouwt de aanwezigheid van archeologische vondsten uit Turkije in Berlijn en Parijs als illegaal en heeft verscheidene niet-succesvolle pogingen ondernomen om deze stukken terug te brengen naar Turkije.